# El Nuevo Poblado, Jalisco
El Nuevo Poblado är en ort i Mexiko.   Den ligger i kommunen Tuxpan och delstaten Jalisco, i den södra delen av landet, 400 km väster om huvudstaden Mexico City. El Nuevo Poblado ligger 1 122 meter över havet och antalet invånare är 246.
Terrängen runt El Nuevo Poblado är huvudsakligen kuperad, men den allra närmaste omgivningen är platt. Runt El Nuevo Poblado är det glesbefolkat, med 20 invånare per kvadratkilometer. Närmaste större samhälle är Tuxpan, 4,1 km nordost om El Nuevo Poblado. I omgivningarna runt El Nuevo Poblado växer huvudsakligen savannskog.